# Bougainvillia longicirra
Bougainvillia longicirra is een hydroïdpoliep uit de familie Bougainvilliidae. De poliep komt uit het geslacht Bougainvillia. Bougainvillia longicirra werd in 1914 voor het eerst wetenschappelijk beschreven door Stechow. 